# Khan Asparoukh
Pour plus de détails, voir Fiche technique et Distribution.
Khan Asparoukh (Хан Аспарух ; SBOTCC : Han Asparuh) est un film bulgare réalisé par Lioudmil Staïkov, sorti en 1981.
Ce long métrage en trois parties s'inspire de l'histoire du khan Asparoukh, fondateur sur le Danube du khanat bulgare du Danube (681). Il a été réalisé à l'occasion du 1300e anniversaire de la Bulgarie.
Il existe une version courte d'une durée de 92 minutes intitulée en anglais 681 AD: The Glory of Khan (bg) ; réalisé par Lioudmil Staïkov et sorti en 1984, ce film sera notamment projeté au Festival de Cannes.

## Fiche technique
- Titre : Khan Asparoukh
- Titre original : Хан Аспарух
- Réalisation : Lioudmil Staïkov
- Scénario : Vera Moutaftchieva
- Photographie :
- Montage :
- Direction artistique :
- Musique : Siméon Pironkov (de)
- Production :
- Société de production : Boyana Film
- Pays d'origine :  Bulgarie
- Langue : Bulgare
- Format : couleur — caméra Arriflex – 2,35:1 – 35 mm — son mono
- Genre : Drame, historique, biopic et guerre
- Durée : 323 minutes
- Dates de sortie :
  -  Bulgarie : 19 octobre 1981
  -  Allemagne de l'Est : 25 juin 1982 (1er épisode)
  -  Allemagne de l'Est : 2 juillet 1982 (2e épisode)
  -  Allemagne de l'Est : 9 juillet 1982 (3e épisode)
- Autres titres connus :
  -  Allemagne de l'Est : Khan Asparuch, 1. Teil: Die byzantinische Geisel (1er épisode)
  -  Allemagne de l'Est : Khan Asparuch, 2. Teil: Spur des Todes (2e épisode)
  -  Allemagne de l'Est : Khan Asparuch, 3. Teil: Die Chronik des großen Krieges (3e épisode)
  -  Hongrie : Aszparuh kán
  -  Pologne : Chan Asparuch
  -  Europe : Khan Asparoukh
  - Titre international (en anglais) : Aszparuh

## Distribution
- Stoïko Péev (bg) : le khan Asparoukh
- Antoni Guénov (bg) : Bélisarius
- Vassil Mihaïlov (bg) : le khan Koubrat
- Vania Tsvetkova (bg) : Paganè
- Stefan Guetsov (bg) : le grand-prêtre
- Guéorgui Tcherkélov (en) : le père de Bélisarius
- Yossif Sartchadjiev (en) : Constantin IV
- Mari Szűr (hu) : Iv
- Lora Kremen (bg) : la mère de Bélisarius
- Đoko Rosić : l'ichirgu-boil
- Velko Kanev : le prêtre Constantin
- Ania Pentcheva (en) : Ernikè
- Ivan Yordanov (bg) : Boyan
- Bogomil Siméonov (bg)
- Stoïtcho Mazgalov (bg)
- Petar Slabakov (en)